# Ga Moran
Ga Moran (Tiếng Hàn: 모란역, Hanja: 牡丹驛) là ga tàu điện ngầm và ga trung chuyển trên Tuyến Suin–Bundang và Tàu điện ngầm Seoul tuyến 8 trải dài qua Sujin-dong, Sujeong-gu và Seongnam-dong, Jungwon-gu, Seongnam-si, Gyeonggi-do, Hàn Quốc.

## Lịch sử
- 1 tháng 9 năm 1994: Việc kinh doanh bắt đầu với việc khai trương Tuyến Bundang
- 23 tháng 11 năm 1996: Nó trở thành ga trung chuyển với việc khai trương đoạn Moran ~ Jamsil của Tàu điện ngầm Seoul tuyến 8
- 3 tháng 9 năm 2003: Với việc khai trương đoạn Seolleung ~ Suseo, điểm xuất phát từ Seolleung được đổi thành 14,1km[1]
- Năm 2009: Hoàn thành lắp đặt cửa chắn ga trên Tuyến 8
- 1 tháng 12 năm 2009: Loại bỏ nhà ga bán vé đường sắt
- Năm 2010: Hoàn thành lắp đặt cửa chắn ga trên Tuyến Bundang
- 18 tháng 9 năm 2012: Với việc khai trương đoạn Wangsimni ~ Seolleung, điểm xuất phát của Wangsimni được đổi thành 20,8km[2]
- 18 tháng 12 năm 2021: Số ga trên đã thay đổi từ 826 thành 827 trên Tàu điện ngầm Seoul tuyến 8 với việc khai trương Ga Namwirye.

## Bố trí ga

### Tuyến số 8 (B3F)
| Sujin ↑          |
| \| N/B           |
| Bắt đầu·Kết thúc |

| Hướng Bắc | ●Tuyến 8 | ← Hướng đi Bokjeong · Chợ Garak · Jamsil · Byeollae |
| Hướng Nam | ●Tuyến 8 | → Kết thúc tại ga này                               |

### Tuyến Suin–Bundang (B2F)
| ↑ Taepyeong |
| \| １       |
| Yatap ↓     |

| １ | ●Tuyến Suin–Bundang | → Hướng đi Jukjeon · Suwon · Incheon →                |
| ２ | ●Tuyến Suin–Bundang | ← Hướng đi Seonjeongneung · Wangsimni · Cheongnyangni |

## Xung quanh nhà ga
- Công viên Sujin
- Nhà thi đấu trong nhà Seongnam
- Trung tâm phúc lợi hành chính Seongnam-dong
- Văn phòng Jungwon-gu
- Rạp chiếu phim Lotte Seongnam
- Tòa thị chính Seongnam
- Hội đồng thành phố Seongnam
- Nhà thờ Seongnam-dong
- Chợ truyền thống Moran
- Dịch vụ phúc lợi và bồi thường cho người lao động Hàn Quốc Chi nhánh Seongnam
- Văn phòng Công ty Vận tải Seoul Moran
- Đơn vị quận Sujin thuộc đồn cảnh sát Seongnam Sujeong
- Trường tiểu học Seongnam Seongsu
- Khu liên hợp thể thao Seongnam
- Trung tâm phúc lợi hành chính Sujin 2-dong
- Bưu điện Sujin-dong
- Trường trung học cơ sở Pungsaeng
- Trường trung học Pungsaeng
- Trường tiểu học Seongnam Sujeong
- KT Chi nhánh Moran
- Nút giao thông Seongnam trên Đường cao tốc vành đai 1 vùng thủ đô Seoul

## Hình ảnh

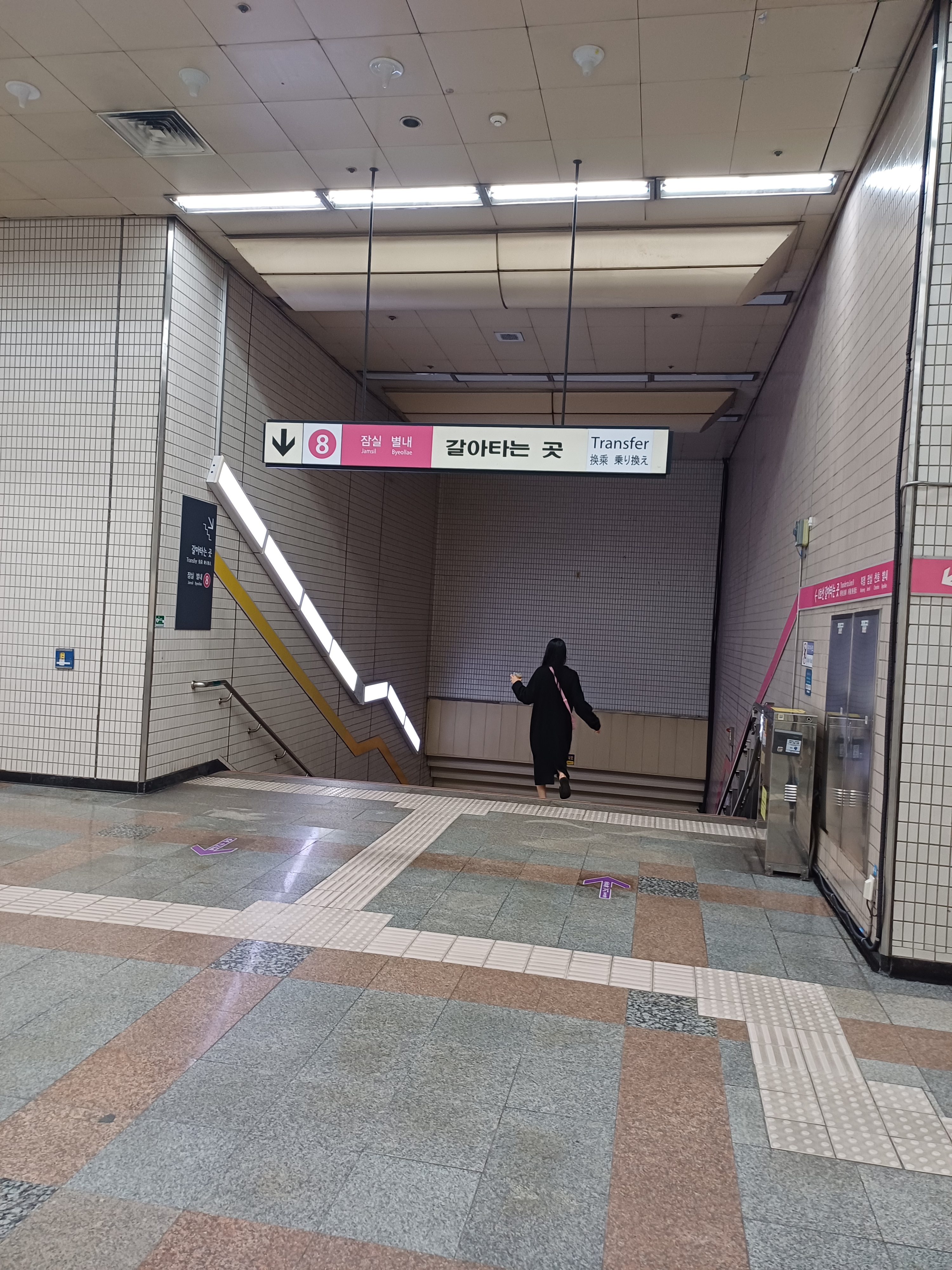
Lối đi chuyển tuyến
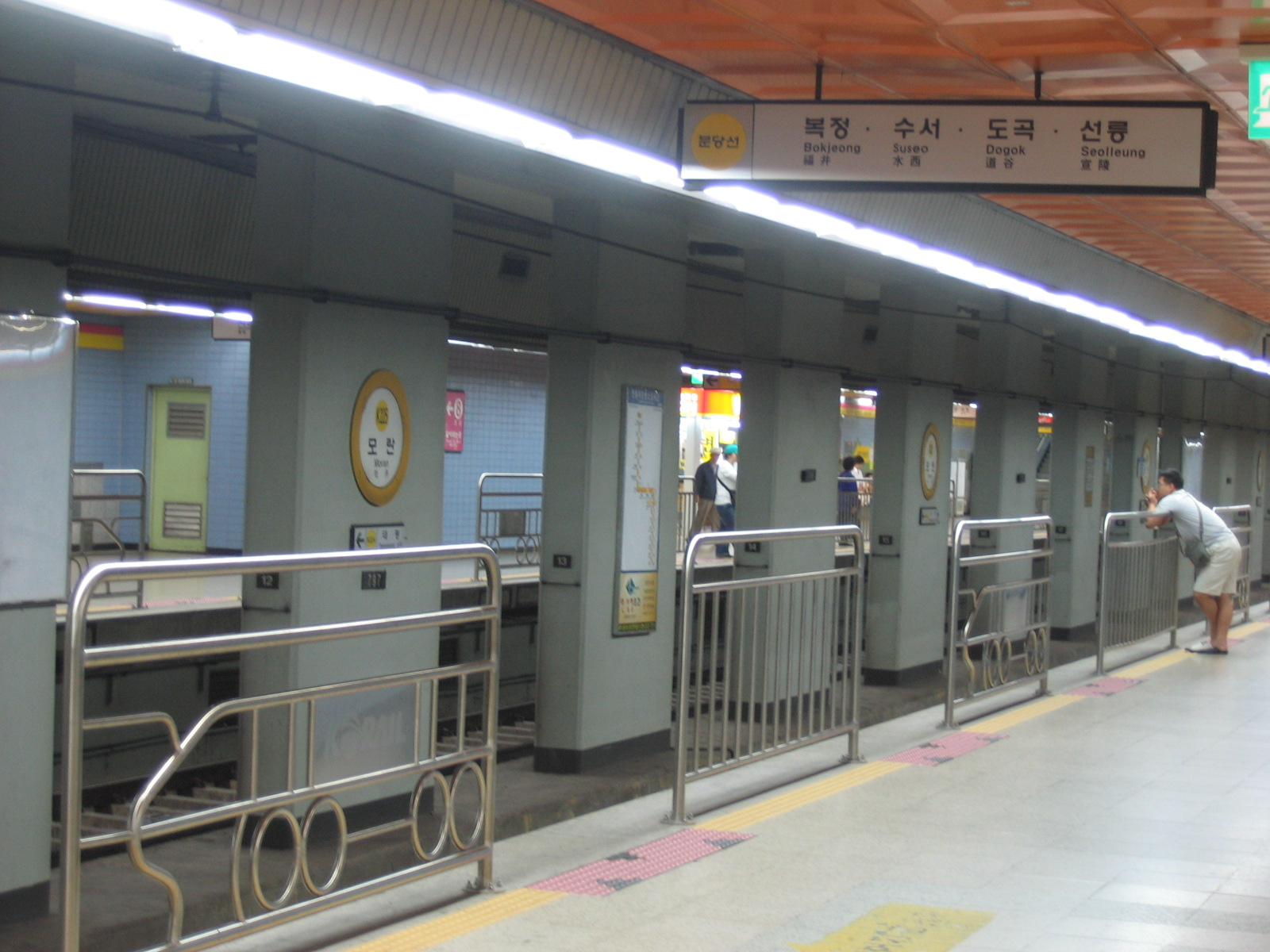
Sân ga Tuyến Bundang hướng Seolleung (mở rộng Ga Seolleung - Ga Wangsimni, Tuyến Suin Bundang được kết nối trực tiếp, tu sửa và trước khi lắp đặt cửa chắn)
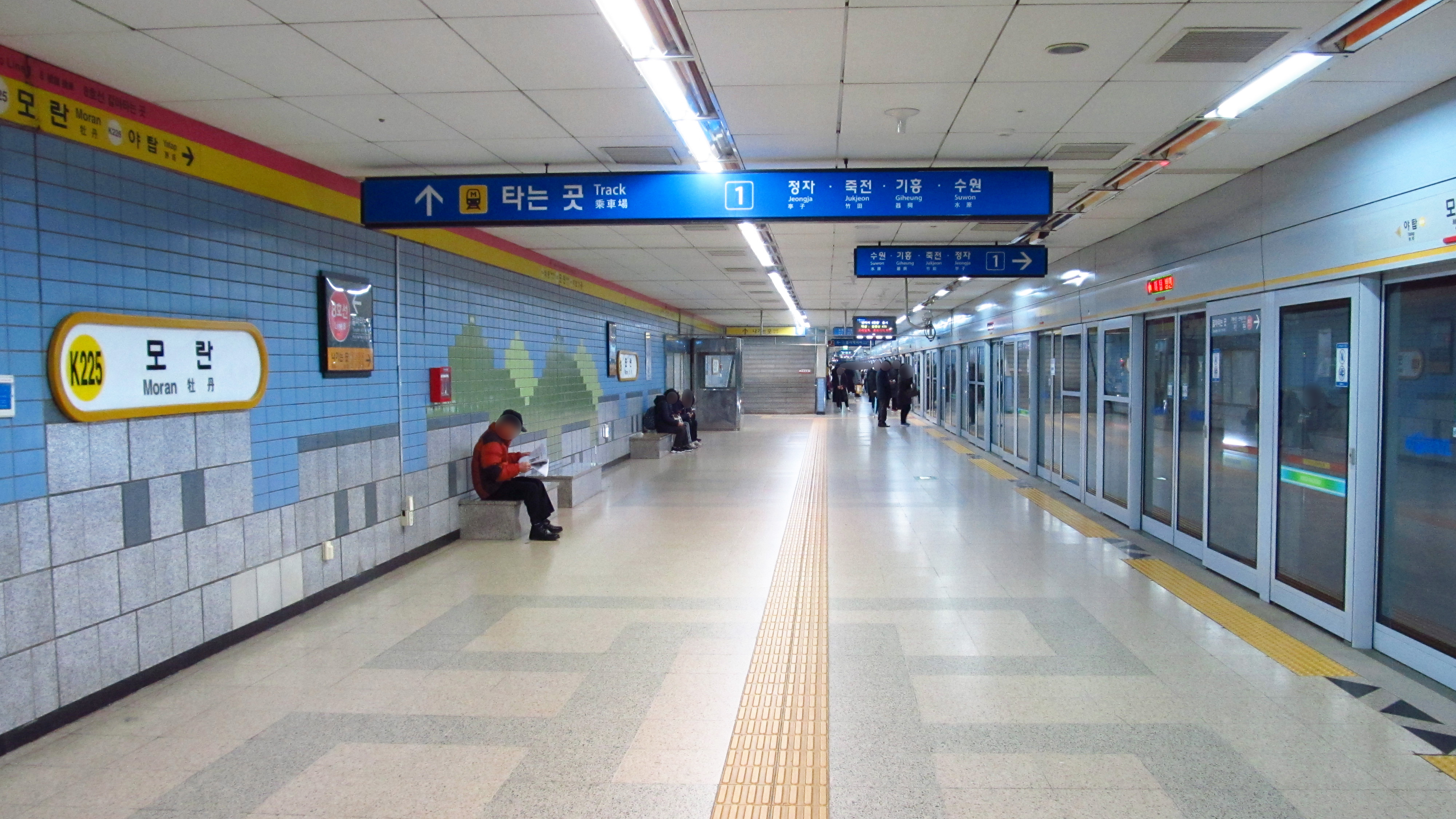
Sân ga Tuyến Bundang hướng Suwon (Tuyến Suin Bundang được kết nối trực tiếp, trước khi tu sửa)